# Anobilia impercepta
Anobilia impercepta är en insektsart som beskrevs av Heinrich Julius Tode 1966. Anobilia impercepta ingår i släktet Anobilia och familjen hornstritar. Inga underarter finns listade i Catalogue of Life.